# Yayık ayranı

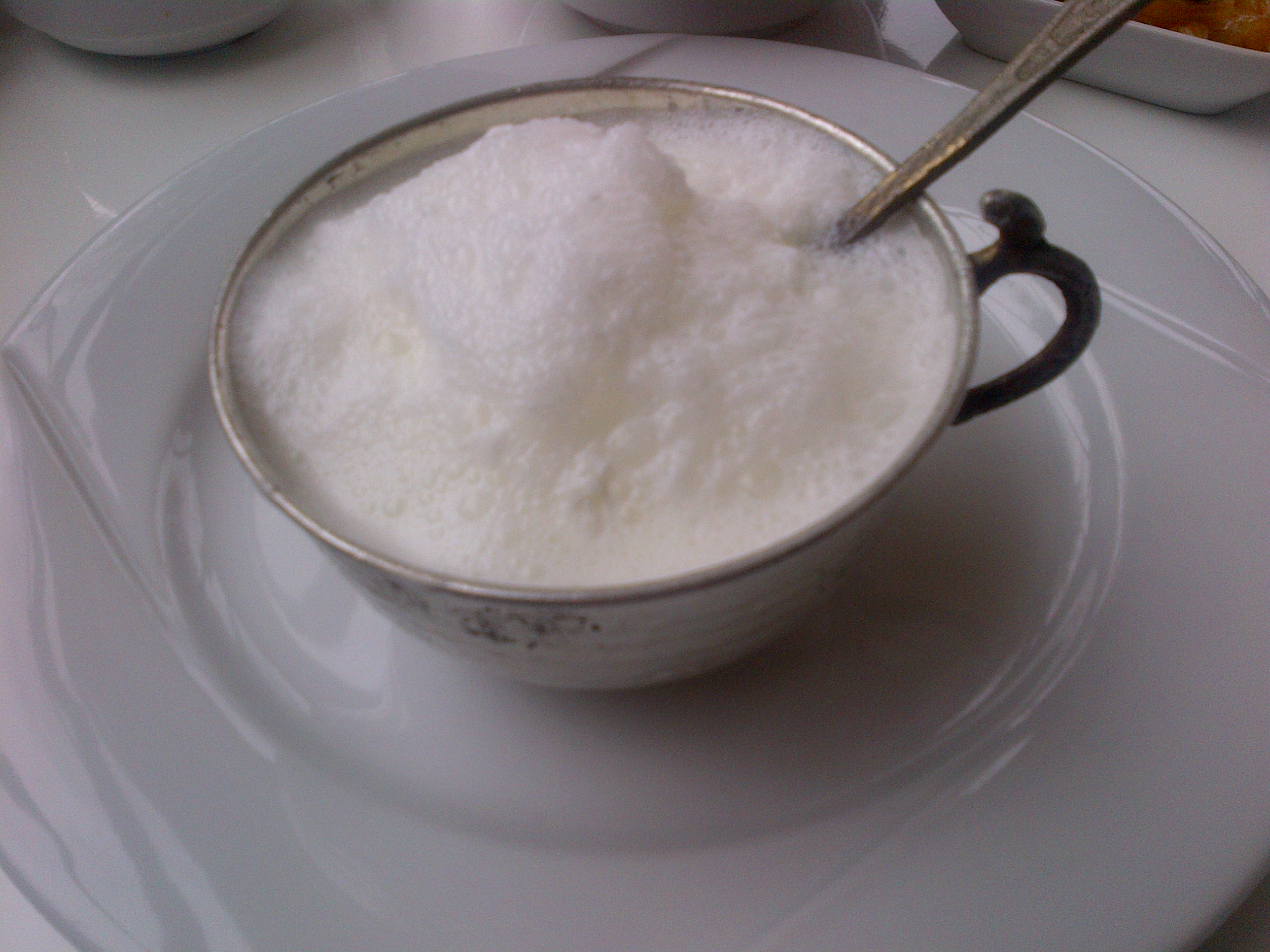
Yayık ayranı trong cốc kim loại

Yayık ayranı còn gọi là sữa bơ Thổ Nhĩ Kỳ, là một loại đồ uống truyền thống của Thổ Nhĩ Kỳ được sản xuất từ các sản phẩm phụ lên men của quá trình làm bơ, nước và muối. Theo truyền thống, loại đồ uống này được chuẩn bị trong thùng khuấy hoặc túi da. Dù có tên gọi tương tự nhưng nó trông khác với ayran. Sữa dê, sữa cừu hoặc sữa bò có thể được sử dụng để sản xuất sữa bơ Thổ Nhĩ Kỳ. Một số loại pho mát sữa đông có tính axit như çökelek còn có thể được làm từ yayık ayranı khi đun nóng.
Yayık ayranı không có sẵn trên thị trường chung vì món này không được sản xuất ở quy mô công nghiệp, mặc dù nó có sẵn ở các thị trường địa phương.

## Sản xuất
Yayık ayranı được làm từ sữa chua đánh lên, nước và muối. Nó chủ yếu được sản xuất ở các cộng đồng nông thôn dành để tiêu thụ nội địa trong quá trình làm bơ từ sữa chua. Nhìn chung, sữa chua để sản xuất bơ được lên men lâu hơn bình thường để tạo thêm axit. Do vậy, yayık ayranı sở hữu vị chua đặc trưng. Vi khuẩn axit lactic phân lập từ sữa chua, bơ lên men và yayık ayranı bao gồm Lactobaccillus delbrueckii subsp. bulgaricus, Streptococcus thermophilus và Lactococcus diacetylactis.

### Trộn và ướp muối
Thùng khuấy kem truyền thống của Thổ Nhĩ Kỳ để sản xuất bơ và sữa bơ được làm bằng nhiều vật liệu khác nhau như da động vật (da dê hoặc da cừu khô và luộc), thùng gỗ, đồ đất nung hoặc đồ kim loại, mặc dù trong thời hiện đại, thùng khuấy kem chạy bằng điện đã trở nên phổ biến. Lực cơ học cần thiết cho quá trình khuấy cũng có thể được cung cấp bằng cách cưỡi các loài động vật như ngựa và la. Phương pháp sản xuất này được quan sát thấy đặc biệt trong các cộng đồng du mục chăn nuôi trong các cuộc di cư yaylak theo mùa.  Cũng có những báo cáo cũ hơn nói rằng cộng đồng địa phương ở Thổ Nhĩ Kỳ đang sử dụng máy giặt làm thùng khuấy kem.
Trước khi khuấy, sữa chua trong thùng khuấy được pha loãng 50% với nước lạnh và bơ đông cứng một phần tích tụ phía trên sẽ được chiết xuất sau khi khuấy.  Hơn nữa, lượng nước sử dụng để pha loãng khác nhau, dẫn đến yayık ayranı có độ dính khác nhau. Quá trình giãn nở nước được theo sau bởi quá trình ướp muối, bao gồm việc bổ sung 0,5-1,0% muối.